# Garmin Sharp/Saison 2013
Dieser Artikel listet Erfolge und Fahrer des Radsportteams Garmin Sharp in der Saison 2013 auf.

## Erfolge in der UCI WorldTour
Bei den Rennen der UCI WorldTour im Jahr 2013 gelangen dem Team nachstehende Erfolg.
| Datum        | Rennen                                   | Sieger               |
| ------------ | ---------------------------------------- | -------------------- |
| 6. März      | 3. Etappe Paris–Nizza                    | Andrew Talansky      |
| 21. März     | 4. Etappe Volta Ciclista a Catalunya     | Daniel Martin        |
| 18.–24. März | Gesamtwertung Volta Ciclista a Catalunya | Daniel Martin        |
| 21. April    | Liège-Bastogne-Liège                     | Daniel Martin        |
| 25. April    | 2. Etappe Tour de Romandie               | Ramūnas Navardauskas |
| 15. Mai      | 11. Etappe Giro d’Italia                 | Ramūnas Navardauskas |
| 7. Juli      | 9. Etappe Tour de France                 | Daniel Martin        |

## Erfolge in der UCI America Tour
Bei den Rennen der  UCI America Tour im Jahr 2013 gelangen dem Team nachstehende Erfolge.
| Datum           | Rennen                          | Kat. | Fahrer         |
| --------------- | ------------------------------- | ---- | -------------- |
| 15. Mai         | 4. Etappe Kalifornien-Rundfahrt | 2.HC | Tyler Farrar   |
| 8. August       | 3. Etappe Tour of Utah          | 2.1  | Lachlan Morton |
| 6.–11. August   | Gesamtwertung Tour of Utah      | 2.1  | Tom Danielson  |
| 6. September    | 3. Etappe Tour of Alberta       | 2.1  | Rohan Dennis   |
| 3.–8. September | Gesamtwertung Tour of Alberta   | 2.1  | Rohan Dennis   |

## Erfolge in der UCI Europe Tour
Bei den Rennen der  UCI Europe Tour im Jahr 2013 gelangen dem Team nachstehende Erfolge.
| Datum      | Rennen                              | Kat. | Fahrer         |
| ---------- | ----------------------------------- | ---- | -------------- |
| 4. Mai     | 4. Etappe Quatre Jours de Dunkerque | 2.HC | Michel Kreder  |
| 22. Mai    | 1. Etappe Bayern-Rundfahrt          | 2.HC | Alex Rasmussen |
| 5. Oktober | 3. Etappe Tour de l’Eurométropole   | 2.1  | Tyler Farrar   |

## Abgänge – Zugänge
| Zugänge                      | Team 2012                             | Abgänge                     | Team 2013                  |
| ---------------------------- | ------------------------------------- | --------------------------- | -------------------------- |
| Nick Nuyens                  | Team Saxo Bank-Tinkoff Bank           | Murilo Fischer              | FDJ.fr                     |
| Caleb Fairly                 | SpiderTech-C10                        | Sep Vanmarcke               | Belkin-Pro Cycling Team    |
| Lachlan Morton               | Chipotle-First Solar Development Team | Christophe Le Mével         | Cofidis, Solutions Crédits |
| Steele Von Hoff              | Chipotle-First Solar Development Team | Heinrich Haussler           | IAM Cycling                |
| Rohan Dennis                 | Team Jayco-AIS                        | Thomas Peterson             | Team Argos-Shimano         |
| Alex Rasmussen (ab 19. März) | Garmin-Sharp                          | Andreas Klier (bis 13. Mai) | Karriereende               |

## Mannschaft
| Name                 | Geburtstag         | Nationalität           |              |
| -------------------- | ------------------ | ---------------------- | ------------ |
| Jack Bauer           | 7. April 1985      | Neuseeland             |              |
| Tom Danielson        | 13. März 1978      | Vereinigte Staaten     |              |
| Thomas Dekker        | 6. September 1984  | Niederlande            |              |
| Rohan Dennis         | 28. Mai 1990       | Australien             |              |
| Caleb Fairly         | 19. Februar 1987   | Vereinigte Staaten     |              |
| Tyler Farrar         | 2. Juni 1984       | Vereinigte Staaten     |              |
| Koldo Fernández      | 13. September 1981 | Spanien                |              |
| Nathan Haas          | 12. März 1989      | Australien             |              |
| Ryder Hesjedal       | 9. Dezember 1980   | Kanada                 |              |
| Alex Howes           | 1. Januar 1988     | Vereinigte Staaten     |              |
| Robert Hunter        | 22. April 1977     | Südafrika              |              |
| Michel Kreder        | 15. August 1987    | Niederlande            |              |
| Raymond Kreder       | 26. November 1989  | Niederlande            |              |
| Martijn Maaskant     | 27. Juli 1983      | Niederlande            |              |
| Daniel Martin        | 20. August 1986    | Irland                 |              |
| David Millar         | 4. Januar 1977     | Vereinigtes Königreich |              |
| Lachlan Morton       | 2. Januar 1992     | Australien             |              |
| Ramūnas Navardauskas | 30. Januar 1988    | Litauen                |              |
| Nick Nuyens          | 5. Mai 1980        | Belgien                |              |
| Alex Rasmussen       | 9. Juni 1984       | Dänemark               |              |
| Jacob Rathe          | 13. März 1991      | Vereinigte Staaten     |              |
| Sébastien Rosseler   | 15. Juli 1981      | Belgien                |              |
| Peter Stetina        | 8. August 1987     | Vereinigte Staaten     |              |
| Andrew Talansky      | 23. November 1988  | Vereinigte Staaten     |              |
| Johan Vansummeren    | 4. Februar 1981    | Belgien                |              |
| Christian Vandevelde | 22. Mai 1976       | Vereinigte Staaten     |              |
| Steele Von Hoff      | 31. Dezember 1987  | Australien             |              |
| Fabian Wegmann       | 20. Juni 1980      | Deutschland            |              |
| David Zabriskie      | 12. Januar 1979    | Vereinigte Staaten     |              |
| Stagiaires           | Stagiaires         | Nationalität           | Nationalität |
| Glenn O’Shea         | Glenn O’Shea       | Australien             |              |